# Regering-Homans
De regering-Homans (2 juli 2019 - 2 oktober 2019) was een tijdelijke Vlaamse regering onder leiding van de eerste vrouwelijke Vlaamse regeringsleider Liesbeth Homans, gevormd na de verkiezingen van 26 mei 2019. Door het vertrek van de uittredende minister-president Geert Bourgeois (N-VA) naar het Europees Parlement diende immers in zijn vervanging te worden voorzien als leider van de Vlaamse regering in lopende zaken, in afwachting van de vorming van een nieuwe, volwaardige Vlaamse regering. Die kwam er op 2 oktober 2019: de regering-Jambon. Net zoals de vorige regering bestond deze uit de partijen N-VA, CD&V en Open Vld.

## Voorgeschiedenis
De uittredende minister-president Geert Bourgeois werd bij de Europese Parlementsverkiezingen van 26 mei 2019 als lijsttrekker voor zijn partij verkozen als lid van het Europees Parlement. Deze functie was niet verenigbaar met die van Vlaams minister-president. Daarom nam Bourgeois op 2 juli 2019 ontslag uit de regering. In afwachting van een nieuwe definitieve Vlaamse regering werd hij als Vlaams minister-president tijdelijk opgevolgd door N-VA-vice-minister-president Liesbeth Homans, die daarmee de eerste vrouwelijke regeringsleider werd van Vlaanderen. De regeringsformatie na de Vlaamse verkiezingen van 26 mei 2019 was op dat ogenblik immers nog niet afgerond.

## Verloop
Op de winkel passen was de voornaamste opdracht van deze regering. Toch waren er nog enkele momenten waarmee deze ontslagnemende regering in de belangstelling kwam. Een voorbeeld hiervan was de beslissing om 52 miljoen euro extra uit te trekken voor het kleuteronderwijs. Hierdoor kregen scholen voortaan 662 euro per kleuter in plaats van 477 euro daarvoor. De regering besliste ook dat hogescholen 102 nieuwe graduaatsopleidingen konden aanbieden. Die zaten daarvoor in het volwassenenonderwijs.
De regering kwam ook een paar keer in het oog van de storm te staan. Toen de groepsfoto werd genomen kreeg kersvers minister-president Liesbet Homans al kritiek omdat ze de Belgische vlag een "vod" had genoemd. Ook de beslissing om de procedure op te starten om de erkenning van de Leuvense Al Ihsaan-moskee in te trekken, zorgde voor wat commotie. Volgens de regering zou in de moskee het salafisme onderwezen worden.

## Samenstelling
Minister-president Homans nam de bevoegdheden over van Geert Bourgeois, terwijl Ben Weyts viceminister-president werd. Door deze verschuiving had N-VA een ministerpost minder.
De regering-Homans bestond uit 8 ministers. N-VA had 3 ministers (inclusief de minister-president), CD&V ook 3 en Open Vld 2. De regering zag er als volgt uit:
| Ambtsbekleder | Ambtsbekleder            | Ambtsbekleder              | Ministerie                                  | Termijn                  | Partij   |
| --- | ------------------------ | -------------------------- | ------------------------------------------- | ------------------------ | -------- |
| |                          | Liesbeth Homans (1973)     | Minister-president                          | 2 juli - 2 oktober 2019  | N-VA     |
| Minister Binnenlandse Bestuur, Bestuurszaken, Gelijke Kansen en Inburgering, Wonen, Armoedebestrijding en Sociale Economie |                          | Liesbeth Homans (1973)     |                                             | 2 juli - 2 oktober 2019  | N-VA     |
| |                          | Hilde Crevits (1967)       | Viceminister-president                      | 2 juli - 2 oktober 2019  | CD&V     |
| Minister Onderwijs |                          | Hilde Crevits (1967)       |                                             | 2 juli - 2 oktober 2019  | CD&V     |
| |                          | Sven Gatz (1967)           | Viceminister-president                      | 2 juli - 18 juli 2019    | Open Vld |
| Minister Cultuur, Media en Jeugd                                                                                           | 2 juli - 18 juli 2019    | Sven Gatz (1967)           |                                             |                          | Open Vld |
| Minister Brusselse Aangelegenheden                                                                                         | 2 juli - 2 oktober 2019  | Sven Gatz (1967)           |                                             |                          | Open Vld |
| |                          | Lydia Peeters (1969)       | Viceminister-president                      | 18 juli - 2 oktober 2019 | Open Vld |
| Minister Financiën en Begroting en Energie                                                                                 | 2 juli - 2 oktober 2019  | Lydia Peeters (1969)       |                                             |                          | Open Vld |
| Minister Cultuur, Media en Jeugd                                                                                           | 18 juli - 2 oktober 2019 | Lydia Peeters (1969)       |                                             |                          | Open Vld |
| |                          | Ben Weyts (1970)           | Viceminister-president                      | 2 juli - 2 oktober 2019  | N-VA     |
| Minister Mobiliteit, Openbare Werken, Vlaamse Rand, Toerisme, Buitenlands Beleid, Onroerend Erfgoed en Dierenwelzijn       |                          | Ben Weyts (1970)           |                                             | 2 juli - 2 oktober 2019  | N-VA     |
| |                          | Jo Vandeurzen (1958)       | Minister Welzijn, Volksgezondheid en Gezin  | 2 juli - 2 oktober 2019  | CD&V     |
| |                          | Philippe Muyters (1961)    | Minister Werk, Economie, Innovatie en Sport | 2 juli - 2 oktober 2019  | N-VA     |
| |                          | Koen Van den Heuvel (1964) | Minister Omgeving en Natuur en Landbouw     | 2 juli - 2 oktober 2019  | CD&V     |

### Herschikking
- Op 18 juli 2019 werd Sven Gatz ook minister in de Brusselse Hoofdstedelijke Regering (regering-Vervoort III). Open Vld ontnam hem diezelfde dag de bevoegdheden Cultuur, Media en Jeugd en het viceminister-presidentschap, die bij Lydia Peeters terechtkwamen. Gatz bleef achter met de bevoegdheden over Brussel. Volgens analisten is dit te zien als een straf van partijvoorzitter Gwendolyn Rutten, die ontevreden was dat de Brusselse Open Vld-afdeling in de Brusselse regering is gestapt zonder de Franstalige zusterpartij MR.[8][9][10]

Geens I · 
Geens II · 
Geens III · 
Geens IV · 
Van den Brande I · 
Van den Brande II · 
Van den Brande III · 
Van den Brande IV · 
Dewael · 
Somers · 
Leterme · 
Peeters I · 
Peeters II · 
Bourgeois · 
Homans · 
Jambon ·
Diependaele